# Ma’arr Dibsi
Ma’arr Dibsi (arab. معر دبسي) – miejscowość w Syrii, w muhafazie Idlib. W 2004 roku liczyła 7074 mieszkańców.